# Nicolaus Mercator
Nicolaus Mercator, auch Nikolaus Mercator, eigentlich: Nikolaus Kauffman (* zwischen 1619 und 1623, vermutlich aber 1620 bei Cismar oder in Eutin; † 4. oder 14. Januar oder 12. Februar 1687 in Paris) war ein Mathematiker und Astronom, der mit seinen Arbeiten über Logarithmen bekannt wurde.
Er studierte in Rostock und Leiden, wurde am 5. Mai 1642 in Rostock zum Magister phil. promoviert und war von 1643 bis 1648 Dozent in Rostock, danach von 1648 bis 1654 in Kopenhagen. Von dort ging er nach Paris (1655–1657). 1657 übersiedelte er nach England und lebte von 1658 bis 1682 in London. Hier baute er eine Pendeluhr, die genauere Zeitmessungen auf See zur Bestimmung des Längengrades erlaubte. Dafür wurde er 1666 in die Royal Society aufgenommen. Im Jahre 1682 ging er abermals nach Frankreich. Er erbaute die Fontänen von Versailles und starb dort im Jahre 1687.
Mercator entdeckte die Reihe für den natürlichen Logarithmus (in seiner 1668 veröffentlichten Arbeit Logarithmotechnia):
{\displaystyle \ln(1+x)=x-{\tfrac {1}{2}}x^{2}+{\tfrac {1}{3}}x^{3}-{\tfrac {1}{4}}x^{4}\pm \cdots }
Mercator beschäftigte sich auch mit reiner Stimmung und beschreibt, dass durch die Teilung der Oktave in 53 Teile man eine Scala in fast genauer natürlicher Stimmung herstellen, welche unbegrenzt fortzumodulieren gestattet. Siehe: Die Teilung der Oktave in 53 Teile.